# 328677 Stofan
328677 Stofan è un asteroide della fascia principale. Scoperto nel 2009, presenta un'orbita caratterizzata da un semiasse maggiore pari a 2,4290711 au e da un'eccentricità di 0,1811810, inclinata di 6,65290° rispetto all'eclittica.